# María Ólafsdóttir
María Ólafsdóttir, parfois María Ólafs, née le 21 mars 1993 à Blönduós en Islande, est une chanteuse et actrice islandaise.
Le 14 février 2015, elle remporte la finale nationale "Söngvakeppni Sjónvarpsins 2015" et elle est choisie pour représenter l'Islande au Concours Eurovision de la chanson 2015 à Vienne, en Autriche avec la chanson Unbroken (Ininterrompu).
Elle participe à la seconde demi-finale, le 21 mai 2015.